# Isenhart et les Âmes perdues
Pour plus de détails, voir Fiche technique et Distribution.
Isenhart et les Âmes perdues (Isenhart - Die Jagd nach dem Seelenfänger) est un téléfilm allemand réalisé par Hansjörg Thurn, diffusé en 2011.

## Synopsis
Au cœur du Moyen Âge, Isenhart est élevé dans le château du seigneur de Laurin. En grandissant il tombe amoureux de la fille du châtelain, mais un jour elle est retrouvée morte, le cœur arraché.
Malgré l'exécution du prétendu coupable, un nouveau corps d'une jeune fille morte de la même manière est retrouvé. Isenhart décide donc de partir enquêter pour trouver le tueur accompagné de son meilleur ami le frère de sa bien-aimée disparue. L'enquête va les mener à travers toute l'Europe et ses croyances.

## Fiche technique
- Titre allemand : Isenhart - Die Jagd nach dem Seelenfänger
- Titre français : Isenhart et les Âmes perdues
- Réalisation : Hansjörg Thurn
- Scénario : Holger Karsten Schmidt
- Photographie : Markus Hausen
- Pays d'origine :  Allemagne
- Langue originale : allemand
- Durée : 120 minutes
- Dates de sortie :
  -  Allemagne : 3 octobre 2011
  -  France : 25 décembre 2011 sur M6[réf. nécessaire]

## Distribution
- Bert Tischendorf : Isenhart
- Patrick Mölleken : Isenhart (jeune)
- Erhart Hartmann : Diener von Ascisberg
- Torsten Hammann : Michael von Bremen
- Martin Feifel : Von Laurin
- Michael Steinocher : Konrad von Laurin
- Emilia Schüle : Sophia von Laurin
- Sebastian Ströbel (VF : Damien Boisseau) : Henning von der Braake
- Klaus J. Behrendt : Sydal von Friedberg
- Johannes Krisch : Walter von Ascisberg
- Attila Árpa : chevalier de Maulbronn